# 广州市华师附中番禺学校
广州市华师附中番禺学校，简称番禺华附、番附。系华南师范大学附属中学与合生创展集团有限公司于2001年在中华人民共和国广东省广州市番禺区南村镇联南大道168号华南新城内共同创办的一所民办学校。

## 发展历程
在2004年广州市高中阶段升学考试中，首届450名初中毕业生均获得理想的成绩，总平均分584分已经高出番禺区平均分130多分。其中有122名校友达到华南师范大学附属中学高中部录取分数线，另有有367名校友达到或超过当时广州市21所重点高中的录取线。此举在社会和教育界引起反响。
- 2001年8月，第一批2001级初中生正式入学上课。
- 2003年，合生创展集团有限公司向广州市华师附中番禺学校捐赠人民币50万元用于学校“附中人”奖学金项目。
- 2004年5月，学校申办高中的请求得到广州市教育局批准，开始形成一套完整的中学建制。
- 2004年6月，第一届初中毕业生参加广州市中考并取得首个开门红。
- 2004年12月，顺利通过“番禺区一级学校评审团”评审，成为“番禺区一级学校”。
- 2005年11月，顺利通过“广州市一级学校评审团”评审，进入“广州市一级学校”行列。
- 2006年12月，建校五周年并举行“2001－2006 广州市华师附中番禺学校校庆五周年”庆典活动。
- 2007年1月，顺利通过“广东省一级学校评审团”评审，晋升为“广东省一级学校”。
- 2007年4月12日，香港星島新聞集團有限公司高级顾问吴锡源（鲁义）先生来到学校，向全校师生作《漫谈人生》读书节专题报告会。
- 2007年6月，学校首届高中毕业生参加2007全国高考并取得再一次的开门红。
- 2007年10月，学校成为由中国教育学会选定的“2007-2010年新课堂教学实验学校”。
- 2008年5月15日，“2008全球中学校长会议（广州）访问团”访问并参观学校。
- 2009年，学校师生参加“2009广州‘市长杯’羽毛球大赛番禺赛区比赛”并获奖。
- 2010年4月，学校高中校友参加“2010广州市青少年机器人竞赛”，获得高中组机器人基本技能活动二等奖。
- 2010年7月3日，在“2010广东教育博览会”开幕典礼暨“广东民办教育突出贡献奖”评选活动颁奖仪式上，学校被授予“广东民办教育突出贡献奖”称号。
- 2010年12月9日，香港凤凰卫视《军情观察室》主编、著名民间军事评论员马鼎盛先生来到学校举行《谈当前国际军事形式》主题演讲报告并向学校图书馆捐赠其著作《马鼎盛：与香港名人谈读书》。

## 校园节日
1. 广州市华师附中番禺学校田径运动会
2. 广州市华师附中番禺学校艺术节
3. 广州市华师附中番禺学校读书节
4. 广州市华师附中番禺学校科技节

## 校园媒体
1. 《星辰》－报刊媒体
2. 《竞芳园》－杂志媒体
3. 校园电视台－电视媒体
4. 番附广播站－广播媒体

## 社团
- 共青团广州市华师附中番禺学校团支部
- 广州市华师附中番禺学校学生会
- 校园电视台
- 番附广播站
- 番附辩论社
- YD舞社
- 博冠天文社
- 校武术队

## 番附校友
番附校友充分利用互联网，建立了属于全体番附学生共享的讨论群体。
- 在百度贴吧中拥有“华师附中番禺学校”、“番禺华附”等贴吧。
- 在新浪微博中拥有“华师附中番禺学校”、“PerFect_060708届”等群。番附校友会在用户名中加上“PerFect_”。
- 在腾讯QQ中拥有“华师附中番禺学校高中”、“番附广播站”等QQ群。